# کوسمی دامیو
کوسمی دامیو (پرتغالی: Cosme Damião; ۲ نوامبر ۱۸۸۵ – ۱۲ ژوئن ۱۹۴۷) بازیکن و مربی فوتبال اهل پرتغال بود.
از باشگاه‌هایی که در آن بازی کرده‌است می‌توان به باشگاه فوتبال بنفیکا اشاره کرد.